# St. Johannes Baptist (Paar)

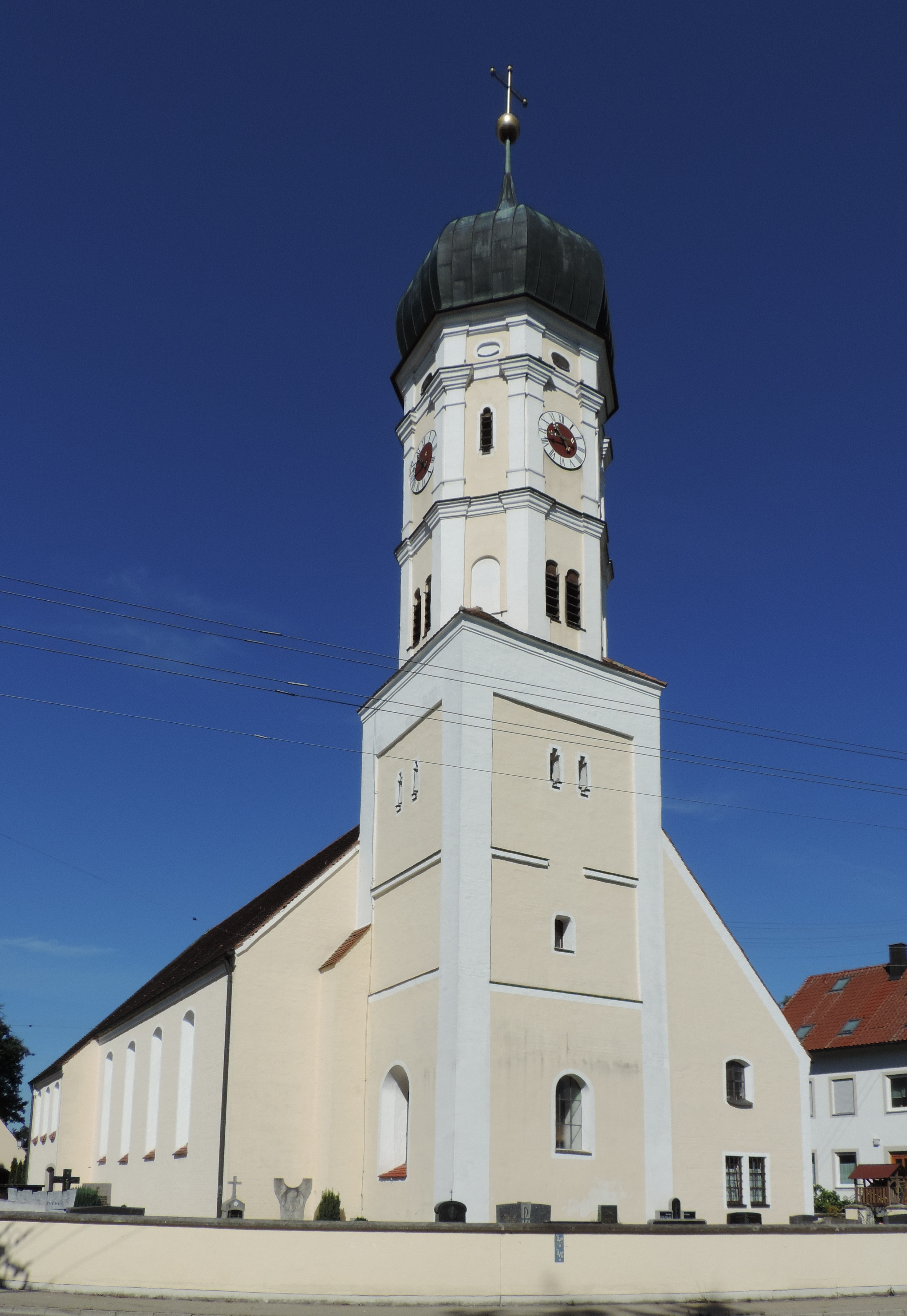
St. Johannes Baptist in Paar

Die katholische Pfarrkirche St. Johannes Baptist (auch St. Johannes Baptista bzw. St. Johann Baptist) ist ein Baudenkmal in Paar bei Friedberg.

## Geschichte
Die ursprüngliche Kirche St. Johannes Baptist war vermutlich die Taufkirche einer Urpfarrei, woraufhin der Name deutet. Teile des Turmsockels stammen noch aus dem 13. Jahrhundert. Reste eines noch früheren Baus sind bisher nicht bekannt. 1747 wurde die Kirche barock umgestaltet. Die Fresken stammten von Matthäus Günther und der Stuck von Franz Xaver Feichtmayr. Bei einem Einsturz des Langhauses Ende des 19. Jahrhunderts wurde jedoch ein Großteil davon zerstört. 1953 bis 1955 wurde das Langhaus unter Pfarrer Joseph Abecherle komplett neu errichtet. Am 25. November 2018 wurde die Neugestaltung der Inneneinrichtung mit der Altarweihe durch Weihbischof Anton Losinger abgeschlossen.

## Baubeschreibung
Bei St. Johannes Baptist handelt es sich um eine Chorturmkirche, bei der Turm und Chor einen Baukörper bilden. Der quadratische Chorturmsockel ist dreigeschossig und mit Lisenen und Gurtgesimsen gegliedert. Darauf findet sich ein polygonaler 2½-geschossiger Aufsatz, welcher von einer Zwiebelhaube gekrönt wird. Bei dem Langhaus handelt es sich um einen flachgedeckten Saalbau mit stark eingezogenem, kreuzgratgewölbtem Chor und mit westlichem Vorzeichen.

## Ausstattung

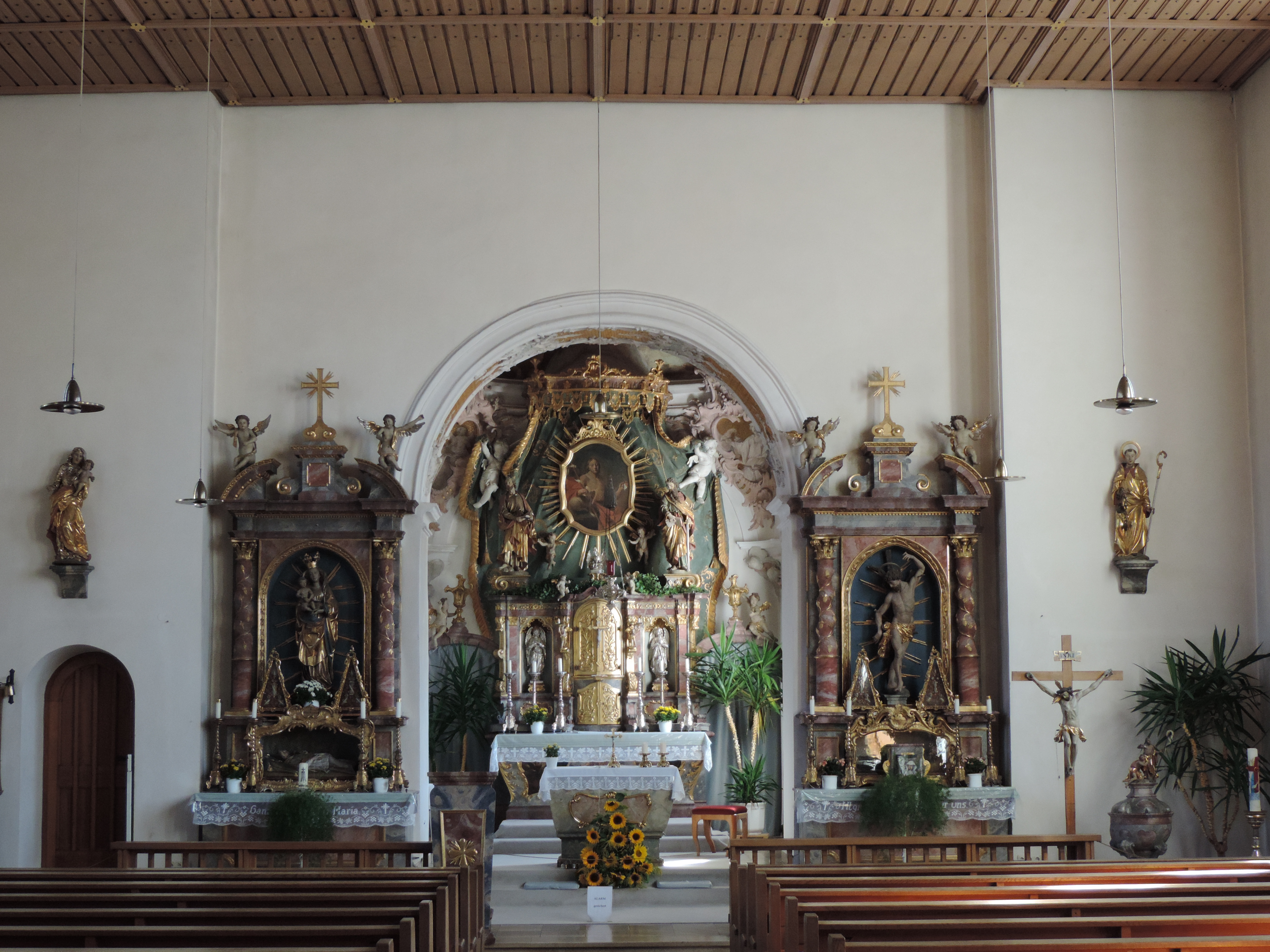
Innenraum

Der Chor blieb von dem Einsturz des Langhauses verschont. Das Fresko zeigt die Predigt Johannes des Täufers von Matthäus Günter. In den Medaillons sind die vier Evangelisten dargestellt. Auch der Stuck von Franz Xaver Feichtmayr ist noch erhalten. Das Altarbild, wohl ebenfalls von Günter, zeigt Johannes den Täufer. Der hl. Johannes über dem Tabernakel wird von Figuren der hll. Petrus und Paulus flankiert. Diese entstanden um 1680 in der Werkstatt von Lorenz Luidl. Die Figur des hl. Sebastian im rechten Seitenaltar ist von Luidl selbst, während die beiden Putti auf dem linken Seitenaltar aus seiner Werkstatt stammen. Der rechte Seitenaltar ist dem hl. Franz Xaver geweiht, der linke dem hl. Johann Nepomuk. Beide stammen aus der Zeit um 1680. Die Marienfigur in der Nische des linken Seitenaltars entstand um 1500 unter dem Einfluss von Gregor Erhart. Das Taufbecken um 1750, sowie die hl. Anna mit Maria um 1730/40 sind von Johann Caspar Öberl. Sein Vater Bartholomäus erstellte wohl den Geißelchristus aus dem späten 17. Jahrhundert im Vorzeichen. Die Figuren der hl. Barbara und der hl. Ottilia an der Empore, sowie des hl. Georg an der Nordwand aus dem Ende des 15. Jahrhunderts stammen aus der Kirche in Rettenberg. Die Figur des hl. Leonhard an der Chorwand entstand in der Mitte des 16. Jahrhunderts zu. Das Kruzifix mit der Mater dolorosa aus dem frühen 18. Jahrhundert gilt als besonders qualitätsvoll. Die Kanzel ist aus dem Ende des 19. Jahrhunderts.
Die Orgel wurde im Jahr 1957 von der Firma Max Offner erbaut und hat 20 Register auf 2 Manualen und Pedal.